# Флаг Черниговского сельского поселения (Челябинская область)
Флаг муниципального образования Черниговское сельское поселение Агаповского муниципального района Челябинской области Российской Федерации — опознавательно-правовой знак, служащий официальным символом муниципального образования.
Флаг утверждён 3 августа 2008 года и внесён в Государственный геральдический регистр Российской Федерации.

## Описание
«Прямоугольное двухстороннее полотнище с отношением ширины к длине 2:3, разделённое по вертикали на две равные части — вдоль древка синюю и красную, несущее в центре четыре жёлтых листа, положенные сообразно андреевскому (косвенному) кресту, соединённые основаниями в 4/5 ширины полотнища».

## Обоснование символики
Флаг составлен на основе герба Черниговского сельского поселения, по правилам и соответствующим традициям вексиллологии, и отражает исторические, культурные, социально-экономические, национальные и иные традиции.
На территории Черниговского сельсовета в августе 2004 года было образовано муниципальное образование Черниговское сельское поселение. Его территорию составляют четыре посёлка — Черниговский, Требиат, Утренняя Заря, Роднички. Эта особенность показана на флаге четырьмя жёлтыми листами. Листья расположены сообразно андреевскому кресту, который, в свою очередь, символизирует защиту, божественное присутствие.
Листья символизируют различные отрасли сельского хозяйства, на производстве которых специализируется Черниговское сельское поселение со своими степными равнинами.
Листья — символ роста, обновления.
Жёлтый цвет (золото) — символ высшей ценности, богатства, величия, постоянства, прочности, силы и великодушия.
Разделение флага на синюю и красную части дополняет символику и аллегорически показывает географическое расположение поселения на реке Вахта. Красная полоса говорит об истории образования современного Черниговского поселения: по одной версии посёлок Черниговский назван в память сражения у города Чернигов в 1564 году, когда русские воины отразили нападение литовцев и захватили знамя гетмана Сареги.
Не исключено и иное толкование, по которому название посёлка дано в память Черниговского ополчения, доблестно сражавшегося с французскими войсками в Отечественную войну 1812 года.
Красный цвет — символ мужества, самоотверженности, красоты, справедливой борьбы и жизни.
Синий цвет (лазурь) — символ чести, славы, преданности, истины, красоты, добродетели и чистого неба.